# Coydalla
Coydalla là một chi bướm đêm thuộc họ Gelechiidae.

## Các loài
- Coydalla interguttella Walker, 1864